# Aarhus Tigers
Gli Aarhus Tigers sono una squadra di football americano, flag football, cheerleading e lacrosse di Aarhus, in Danimarca.
Fondati nel 1990, hanno conquistato 4 volte il Mermaid Bowl e una volta la Euro Cup. La formazione di flag football ha vinto 2 volte il Dannebrog Bowl e ha partecipato al Champions Bowl.
Nel 2020 hanno partecipato alla Nationalligaen e alla Danmarksserien (in collaborazione con gli Horsens Stallions).

## Dettaglio stagioni

### Tornei nazionali

#### Campionato

##### Nationalligaen
| Stagione | regular season | regular season | regular season | regular season | regular season | regular season | playoff | playoff | playoff | playoff | playoff | playoff      | playoff               |
|          | Vin            | Par            | Per            | Tot            | PF             | PS             | Vin     | Per     | Tot     | PF      | PS      | risultato    | avversaria            |
| -------- | -------------- | -------------- | -------------- | -------------- | -------------- | -------------- | ------- | ------- | ------- | ------- | ------- | ------------ | --------------------- |
| 1999     | 6              | 0              | 0              | 6              | 221            | 32             | 2       | 0       | 2       | 64      | 6       | Campioni     | Kronborg Knights      |
| 2011     | 4              | 0              | 4              | 8              | 134            | 162            | 0       | 1       | 1       | 0       | 31      | Wild Card    | Copenhagen Towers     |
| 2012     | 3              | 0              | 7              | 10             | 200            | 294            | 0       | 1       | 1       | 0       | 56      | Wild Card    | Søllerød Gold Diggers |
| 2013     | 7              | 0              | 3              | 10             | 353            | 178            | 1       | 1       | 2       | 48      | 61      | Semifinale   | Copenhagen Towers     |
| 2014     | 8              | 0              | 2              | 10             | 387            | 124            | 2       | 1       | 3       | 89      | 35      | Mermaid Bowl | Copenhagen Towers     |
| 2015     | 6              | 0              | 4              | 10             | 252            | 161            | 1       | 1       | 2       | 70      | 34      | Semifinale   | Triangle Razorbacks   |
| 2016     | 4              | 0              | 6              | 10             | 269            | 221            | 0       | 1       | 1       | 26      | 27      | Wild Card    | Søllerød Gold Diggers |
| 2017     | 6              | 0              | 4              | 10             | 312            | 164            | 1       | 1       | 2       | 46      | 84      | Semifinale   | Copenhagen Towers     |
| 2018     | 7              | 0              | 3              | 10             | 284            | 183            | 0       | 1       | 1       | 14      | 16      | Semifinale   | Triangle Razorbacks   |
| 2019     | 4              | 0              | 6              | 10             | 299            | 266            | 0       | 1       | 1       | 34      | 60      | Wild Card    | AaB 89ers             |
| 2020     | 0              | 0              | 4              | 4              | 32             | 206            | -       | -       | -       | -       | -       | -            | -                     |
| 2023     | 1              | 0              | 7              | 8              | 124            | 376            | -       | -       | -       | -       | -       | -            | -                     |
| 2024     | 1              | 0              | 7              | 8              | 121            | 331            | -       | -       | -       | -       | -       | -            | -                     |
| Totale   | 57             | 0              | 57             | 114            | 2988           | 2698           | 7       | 9       | 16      | 391     | 410     |              |                       |

Fonti: Enciclopedia del Football - A cura di Massimo Mezzetti

##### 1. division
| Stagione | regular season | regular season | regular season | regular season | regular season | regular season | playoff | playoff | playoff | playoff | playoff | playoff   | playoff       |
|          | Vin            | Par            | Per            | Tot            | PF             | PS             | Vin     | Per     | Tot     | PF      | PS      | risultato | avversaria    |
| -------- | -------------- | -------------- | -------------- | -------------- | -------------- | -------------- | ------- | ------- | ------- | ------- | ------- | --------- | ------------- |
| 2013     | 0              | 0              | 10             | 10             | 39             | 307            | -       | -       | -       | -       | -       | -         | -             |
| 2021     | 6              | 0              | 0              | 6              | 278            | 19             | 2       | 0       | 2       | 102     | 14      | Campioni  | Herlev Rebels |
| 2022     | 6              | 0              | 0              | 6              | 300            | 95             | 2       | 0       | 2       | 72      | 36      | Campioni  | Herlev Rebels |
| Totale   | 12             | 0              | 10             | 22             | 617            | 421            | 4       | 0       | 4       | 174     | 50      |           |               |

Fonti: Enciclopedia del Football - A cura di Massimo Mezzetti

##### Danmarksserien
| Stagione | regular season | regular season | regular season | regular season | regular season | regular season | playoff | playoff | playoff | playoff | playoff | playoff   | playoff    |
|          | Vin            | Par            | Per            | Tot            | PF             | PS             | Vin     | Per     | Tot     | PF      | PS      | risultato | avversaria |
| -------- | -------------- | -------------- | -------------- | -------------- | -------------- | -------------- | ------- | ------- | ------- | ------- | ------- | --------- | ---------- |
| 2012     | 7              | 0              | 3              | 10             | 348            | 116            | -       | -       | -       | -       | -       | -         | -          |
| 2015     | 1              | 0              | 8              | 9              | 118            | 343            | -       | -       | -       | -       | -       | -         | -          |
| 2016     | 6              | 0              | 4              | 10             | 244            | 232            | -       | -       | -       | -       | -       | -         | -          |
| 2017     | 4              | 0              | 5              | 9              | 84             | 178            | -       | -       | -       | -       | -       | -         | -          |
| 2018     | 2              | 0              | 2              | 4              | 116            | 44             | -       | -       | -       | -       | -       | -         | -          |
| 2019     | 6              | 0              | 5              | 11             | 194            | 280            | -       | -       | -       | -       | -       | -         | -          |
| Totale   | 26             | 0              | 27             | 53             | 1104           | 1193           | -       | -       | -       | -       | -       |           |            |

Fonti: Enciclopedia del Football - A cura di Massimo Mezzetti

### Tornei internazionali

#### Euro Cup
| Stagione | regular season | regular season | regular season | regular season | regular season | regular season | playoff | playoff | playoff | playoff | playoff | playoff   | playoff        |
|          | Vin            | Par            | Per            | Tot            | PF             | PS             | Vin     | Per     | Tot     | PF      | PS      | risultato | avversaria     |
| -------- | -------------- | -------------- | -------------- | -------------- | -------------- | -------------- | ------- | ------- | ------- | ------- | ------- | --------- | -------------- |
| 1998     | 3              | 0              | 0              | 3              | 126            | 49             | 1       | 0       | 1       | 21      | 6       | Campioni  | Seaside Vipers |
| Totale   | 1              | 0              | 5              | 6              | 83             | 141            | -       | -       | -       | -       | -       |           |                |

Fonti: Enciclopedia del Football - A cura di Massimo Mezzetti

### Riepilogo fasi finali disputate
| Anno              | Luogo     | Evento         | Fase del torneo   | Incontro                              | Risultato |
| 6 giugno 1998     | Bruxelles | Euro Cup       | Finale            | Aarhus Tigers - Seaside Vipers        | 21 - 6    |
| 3 luglio 1999     |           | Nationalligaen | Mermaid Bowl      | Aarhus Tigers - Kronborg Knights      | 28 - 0    |
| 18 settembre 2011 |           | Nationalligaen | Wild Card         | Copenhagen Towers - Aarhus Tigers     | 31 - 0    |
| 16 settembre 2012 | Nærum     | Nationalligaen | Wild Card         | Søllerød Gold Diggers - Aarhus Tigers | 56 - 0    |
| 29 settembre 2013 | Gentofte  | Nationalligaen | Semifinale        | Copenhagen Towers - Aarhus Tigers     | 38 - 13   |
| 11 ottobre 2014   | Randers   | Nationalligaen | Mermaid Bowl      | Copenhagen Towers - Aarhus Tigers     | 26 - 3    |
| 26 settembre 2015 | Vejle     | Nationalligaen | Semifinale        | Triangle Razorbacks - Aarhus Tigers   | 16 - 13   |
| 17 settembre 2016 |           | Nationalligaen | Wild Card         | Søllerød Gold Diggers - Aarhus Tigers | 27 - 26   |
| 23 settembre 2017 | Gentofte  | Nationalligaen | Semifinale        | Copenhagen Towers - Aarhus Tigers     | 62 - 12   |
| 29 settembre 2018 | Viby J    | Nationalligaen | Semifinale        | Aarhus Tigers - Triangle Razorbacks   | 14 - 16   |
| 14 settembre 2019 | Aalborg   | Nationalligaen | Wild Card         | AaB 89ers - Aarhus Tigers             | 60 - 34   |
| 10 ottobre 2021   | Viby J    | 1. division    | Finale            | Aarhus Tigers - Herlev Rebels         | 58 - 14   |
| 25 settembre 2022 | Viby J    | 1. division    | 1. divisions Bowl | Aarhus Tigers - Herlev Rebels         | 50 - 21   |

## Palmarès

### Titoli nazionali
- 4 Mermaid Bowl (1991, 1998, 1999, 2000)
- 4 Campionati di secondo livello (1994, 2005, 2006, 2021, 2022)
- 3 Coppe di Danimarca (1995, 1996, 1997)
- 2 Dannebrog Bowl (2007, 2010)

### Titoli europei
- 1 Euro Cup (1998)